# Scaphytopius aequus
Scaphytopius aequus är en insektsart som beskrevs av Delong 1943. Scaphytopius aequus ingår i släktet Scaphytopius och familjen dvärgstritar. Inga underarter finns listade i Catalogue of Life.